# Barbora Lancz
Barbora Lancz (* 28. Juli 2002 in Šaľa, Slowakei) ist eine slowakisch-ungarische Handballspielerin, die für die slowakische Nationalmannschaft aufläuft.

## Karriere
Lancz begann das Handballspielen in ihrem Geburtsort beim HK Slovan Duslo Šaľa. Im Alter von 14 Jahren wechselte die Linkshänderin in die Jugendabteilung des ungarischen Vereins Győri ETO KC. Im Jahr 2019 wurde die Rückraumspielerin vom ungarischen Erstligisten Mosonmagyaróvári KC SE unter Vertrag genommen. Mit dem Verein belegte sie in der Saison 2020/21 den dritten Platz der ungarischen Meisterschaft und qualifizierte sich hierdurch für die EHF European League.
Lancz lief anfangs für die slowakische Jugendnationalmannschaft auf, mit der sie bei der U-17-Europameisterschaft 2019 den zwölften Platz belegte. Lancz erzielte im Turnierverlauf 57 Treffer und belegte den dritten Platz in der Torschützenliste des Turniers. Zwei Jahre später belegte sie mit der slowakischen Juniorinnenauswahl ebenfalls den zwölften Rang bei der U-19-Europameisterschaft. Mit insgesamt 46 Treffern belegte sie den vierten Platz in der Torschützenliste. Mittlerweile gehört sie dem Kader der slowakischen Nationalmannschaft an. Lancz wurde vom slowakischen Nationaltrainer Pavol Streicher in den Kader für die Weltmeisterschaft 2021 berufen.

## Ehrungen
Lancz wurde zur slowakischen Handballspielerin des Jahres 2023 gewählt.